# Светско првенство у кајаку и кануу на мирним водама 1938 — Ц-2 1.000 метара за мушкарце
Дисциплина Ц-2 на 1.000 метара  била је једна од 2 дисциплина кануа двоклека  на 1. Светском првенствоу у кајаку и кануу на мирним водама 1938. одржаном у Ваксхолму (Шведска) 7. и 8. августа, у водама Балтичког мора, који окружују острво Ваксхолм, у Стокхолмском архипелагу.

## Земље учеснице
На такмичењу је учествовало 6 кануиста у три 3 посаде из 2 земље. 
1. Немачка 1
2. Чехословачка 2

## Резултати

### Финале
| Пласман | Кануисти                         | Земља        | Резултат |
| ------- | -------------------------------- | ------------ | -------- |
|         | Руперт Вајнштабл Карл Просил     | Немачка      | 5:47,3   |
|         | Бохуслав Карлик Јан Брзак-Феликс | Чехословачка | 5:52,3   |
|         | Вацлав Мотл Здењек Шкрланд       | Чехословачка | 5:54,4   |